# Карымшагов, Абдыкадыр
Абдыкады́р Карымша́гов (кирг. Абдыкадыр Карымшаков; 1898 год, село Алмалуу-Булак — 1979 год, село Алмалуу-Булак, Сузакский район, Ошская область) — старший табунщик колхоза «Алмалу-Булак» Ачинского района Джалалабадской области, Киргизская ССР. Герой Социалистического Труда (1948). Депутат Верховного Совета Киргизской ССР.

## Биография
Родился в 1896 году в крестьянской семье в селе Алмалуу-Булак.
С 1930 года трудился табунщиком в колхозе «Алмалуу-Булак» Ачинского района. Участвовал в Великой Отечественной войне. После демобилизации возвратился в родное село. В 1946 году назначен старшим табунщиком в этом же колхозе. В 1948 году бригада Абдыкадыра Карымшагнова вырастила 50 жеребят от 50 кобыл. Указом Президиума Верховного Совета СССР от 15 сентября 1948 года удостоен звания Героя Социалистического Труда с вручением ордена Ленина и золотой медали «Серп и Молот».
Этим же Указом за выдающиеся трудовые достижения звания Героя Социалистического Труда были удостоены председатель колхоза Ажимат Матиев и заведующий коневодческой фермой Кочкомбай Абдраимов.
Избирался депутатом Верховного Совета Киргизской ССР (1947—1951).
После выхода на пенсию — персональный пенсионер союзного значения. Проживал в родном селе, где скончался в 1979 году.